# 론 글래스
론 글래스(Ron Glass, 1945년 7월 10일 ~  2016년 11월 25일)는 미국의 배우이다.

## 출연 작품
- 데스 앳 어 퓨너럴 (2010)
- 레이크뷰 테라스 (2008)
- 샤크 (2006)
- 세레니티 (2005)
- 방학 대소동 - 여름방학 구출작전 (2001)
- 이별 파티 (1996)
- 하우스게스트 (1995)
- 프렌즈 (1994)
- 러그래츠 - 시리즈 (1991)
- 에이리언 대습격 (1987)
- 크레이지 월드 오브 줄리어스 브루더 (1974)
- 샌포드 앤 선 (1972)
- 샌프란시스코 수사반 (1972)